# Acanthodynerus multimaculatus
Acanthodynerus multimaculatus är en stekelart som beskrevs av Gusenleitner 2000. Acanthodynerus multimaculatus ingår i släktet Acanthodynerus och familjen Eumenidae. Inga underarter finns listade i Catalogue of Life.